# 久保武大
久保武大（日语： Kubo Takehiro，1978年7月19日—），日本男子赛艇运动员。他曾代表日本参加世界赛艇锦标赛，获得一枚金牌和一枚银牌。他也曾参加2002年和2006年亚洲运动会。